# Frosa Sarandy
Frosa Sarandy (n. 1840 – d. 1904) a fost o actriță română. Discipolă și parteneră a actorului Matei Millo, Sarandy a jucat pe scena teatrelor naționale din București și Iași. În repertoriul său au predominat rolurile de comedie, gen în care actrița excela prin autenticitate și forță de caracterizare. Multe dintre creațiile sale din comediile lui Molière, Eugène Labiche și îndeosebi din repertoriul clasic românesc de comedie (Florica din „Paracliserul” de Vasile Alecsandri, Mița Baston din „D-ale carnavalului” de Ion Luca Caragiale) au rămas modele ale genului, preluate în tradiția artei interpretative românești. La București există o stradă cu numele Frosa Sarandy.